# اگینگ ام زی
اگینگ ام زی (به آلمانی: Eging am See) یک شهر در آلمان است که در بایرن واقع شده‌است.

## خصوصیات
اگینگ ام زی ۲۳٫۶۷ کیلومترمربع مساحت دارد ۴۱۹ متر بالاتر از سطح دریا واقع شده‌است.